# Championnats d'Afrique de BMX 2018
Navigation
Édition précédente Édition suivante
Les championnats d'Afrique de BMX 2018 ont lieu le 9 novembre 2018 au Caire en Égypte.

## Podiums
| Épreuves            | Or           | Argent              | Bronze           |
| ------------------- | ------------ | ------------------- | ---------------- |
| Épreuves masculines |              |                     |                  |
| Élite hommes        | Dylan Eggar  | Alex Limberg        | Brandon Pratt    |
| Junior hommes       | Ahmed Clip   | Nour Eldin Hussein  | Karim Mohammed   |
| Épreuves féminines  |              |                     |                  |
| Élite femmes        | Arafa Hassan | Victoria Abdelkarim | Haggar Elbestawy |
| Junior femmes       | Alaa Elsayed | Yvonne Iradukunda   | Salma Aatia      |

## Tableau des médailles
| Rang  | Nation         | Or | Argent | Bronze | Total |
| ----- | -------------- | -- | ------ | ------ | ----- |
| 1     | Égypte         | 2  | 1      | 3      | 6     |
| 2     | Afrique du Sud | 1  | 1      | 1      | 3     |
| 3     | Soudan         | 1  | 1      | 0      | 2     |
| 4     | Burundi        | 0  | 1      | 0      | 1     |
| Total | Total          | 4  | 4      | 4      | 12    |